# Elande-gigante
O elande-gigante (Taurotragus derbianus, também chamado de "elande de Lorde Derby" (ver etimologia abaixo)), é um antílope de floresta aberta e savana.  Uma espécie da família Bovidae e gênero Taurotragus, foi descrita pela primeira vez em 1847 por John Edward Gray. O elande-gigante é a maior espécie de antílope, com o comprimento do corpo variando de 220 a 290 centímetros. Há duas subespécies: T. d. derbianus e T. d. gigas.
Herbívoro, o elande-gigante come gramíneas, folhagem e galhos. Eles geralmente formam pequenos rebanhos compostos por 15 a 25 membros, tanto machos quanto fêmeas. Elandes-gigantes não são territoriais, e têm extensas áreas de vida. Eles são naturalmente alertas e desconfiados, o que os torna difíceis de se aproximar e observar. Eles podem correr até 70km/h e usam essa velocidade como uma defesa contra predadores. O acasalamento ocorre durante todo o ano, mas atinge o ponto máximo na estação das chuvas. Eles habitam principalmente savanas, bosques e clareiras.
O elande-gigante é nativo de Camarões, República Centro-Africana, Chade, República Democrática do Congo, Guiné, Mali, Senegal, e Sudão do Sul. Ele não é mais encontrado em Gâmbia, Gana, Costa do Marfim e Togo. Sua presença é incerta em Nigéria, Uganda e Guiné-Bissau. As subespécies têm sido listadas com diferentes estado de conservação pela União Internacional para a Conservação da Natureza e dos Recursos Naturais (IUCN).

## Etimologia
O nome científico do elande-gigante é Taurotragus derbianus, derivado de três palavras: tauros, tragos, e derbianus. Tauros é grego para touro ou boi. Tragos é grego para bode, e refere-se ao tufo de cabelo que cresce no ouvido do elande, que se assemelha a barba de um bode.
O elande-gigante também é chamado de "elande do Lorde Derby" em homenagem a Edward Smith-Stanley, o 13º conde de Derby. Foi devido a seus esforços que o elande-gigante foi introduzido pela primeira vez à Inglaterra entre 1835 e 1851. Lorde Derby enviou o botânico Joseph Burke para coletar animais, mortos ou vivos, da África do Sul para seu museu e zoológico. Os primeiros elandes introduzidos na Inglaterra foram um par de elandes comuns, que teria mais tarde identificado um como macho de elande-gigante.  Os detalhes foram registrados em uma obra impressa particular de Smith-Stanley, Limpezas do Zoológico em Knowsley Hall.  O nome latino indica que é "pertence de" (dado pelo sufixo -anus) Derby, daí derbianus.
Embora o elande-gigante seja um pouco maior que o elande-comum, o epíteto 'gigante' na verdade se refere a seus grandes chifres. 'Elande' é o nome neerlandês para "alce". Há uma origem báltica semelhante ao lituano élnis, que significa "veado". Ela foi anteriormente emprestada do francês ellan  na década de 1610 ou do alemão elend .

## Taxonomia

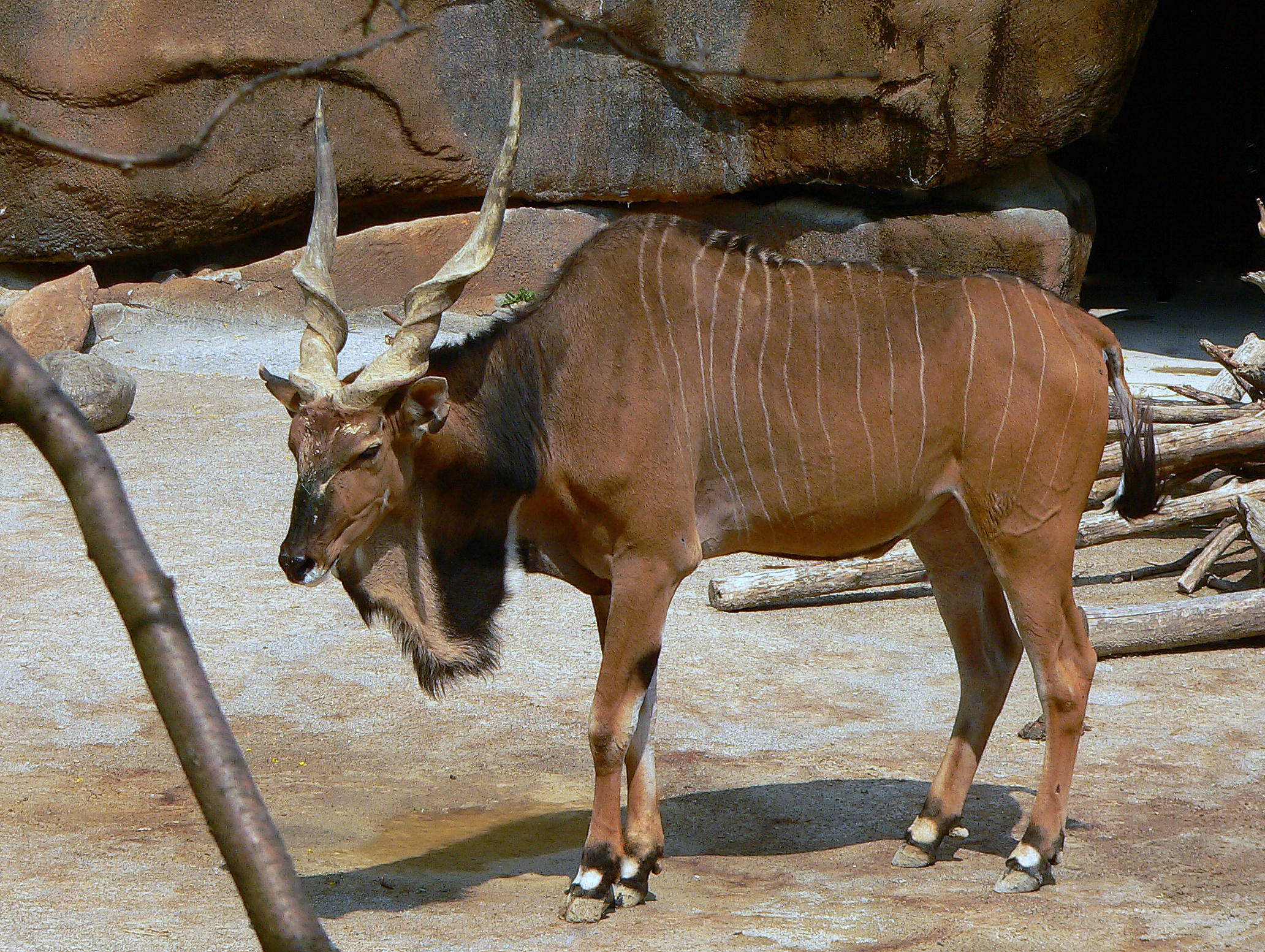
Subespécie T. d. gigas no Zoológico de Cincinnati

O elande-gigante foi descrito pela primeira vez em 1847 por John Edward Gray, um zoólogo britânico, que o chamou de Boselaphus derbianus. Na época, também foi chamado de 'elande de pescoço-preto' e Gingi-ganga.
O elande-gigante pertence ao gênero Taurotragus, na família Bovidae. Elandes-gigantes são algumas vezes considerados parte do gênero Tragelaphus, baseado em filogenética molecular, mas são geralmente categorizados como Taurotragus, juntamente com o elande-comum (T. oryx). O elande-gigante e o elande-comum são os únicos antílopes na tribo Tragelaphini a receberem outro nome genérico além de Tragelaphus. Embora alguns autores, como Theodor Haltenorth, considerem o elande-gigante como coespecífico com o elande-comum, eles são geralmente considerados duas espécies diferentes.
Duas subespécies de elande-gigante foram reconhecidas:
- T. d. derbianus J. E. Gray, 1847 – elande-gigante-ocidental, encontrado na África ocidental, particularmente de Senegal a Mali
- T. d. gigas Heuglin, 1863 – elande-gigante-oriental, encontrado da África central à África oriental, particularmente de Camarões a Sudão do Sul

## Descrição física

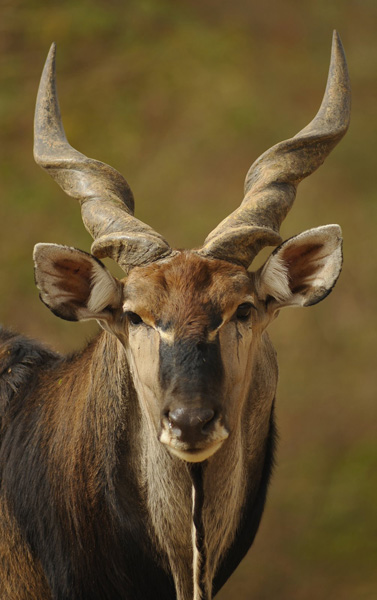
Elandes-gigantes têm chifres em forma de V hermeticamente espiralados

Os elandes-gigantes são antílopes com chifres espiralados. Apesar do seu nome comum, esta espécie se sobrepõe amplamente ao elande-comum (Taurotragus oryx). O elande-gigante é a maior espécie de antílope no mundo.  Eles têm, tipicamente, entre 220cm e 290cm de comprimento da cabeça à cauda e aproximadamente de 130cm a 180cm até o ombro. Elandes-gigantes exibem dismorfismo sexual, pois os machos são maiores que as fêmeas. Os machos pesam de 400 a 1000kg e as fêmeas de 300 a 600kg. A cauda é longa, com um tufo de pelos escuros, e mede em torno de 90cm de comprimento. A expectativa de vida deste animal é de até 25 anos na natureza, e cerca de 20 anos em cativeiro.
A pelagem macia é de marrom-avermelhado a vermelho indiano, geralmente mais escura em machos que em fêmeas, com 8 a 12 listras brancas verticais bem definidas no tronco. A cor da pelagem do macho escurece com a idade. De acordo com o zoólogo Jakob Bro-Jørgensen, a cor da pelagem do macho pode refletir os níveis de androgênio, um hormônio masculino, que são mais altos durante a temporada de reprodução. Comparando as subespécies, o T. d. derbianus é caracterizado por 15 listras corporais, de tamanho menor, e uma cor castanho-avermelhada, enquanto no T. d. gigas é maior, cor de areia, e tem 12 listras corporais.
Uma crista de pelo preto estende-se de abaixo do pescoço até o meio das costas, e é particularmente proeminente nos ombros. As pernas esguias são levemente mais claras no seu interior, com marcas pretas e brancas logo acima dos cascos. Há grandes manchas pretas na parte superior das pernas dianteiras. O canal do nariz é preto carvão, e há uma linha indistinta de cor de bronze, que é a divisa, entre os olhos. Os lábios são brancos, como também vários pontos ao longo da linha do maxilar. Uma barbela pendente, maior em machos que em fêmeas, origina entre as mandíbulas e suspende-se até a parte superior do tórax quando eles alcançam a maturidade sexual, com uma franja em sua borda.As grande orelhas do elande-gigante servem como dispositivos de sinalização. Elandes-gigantes têm pernas mais compridas em comparação com o elande-comum, bem como marcas pretas e brancas mais brilhantes nas pernas e nas quartelas.
Ambos os sexos têm chifres em forma de V hermeticamente espiralados. Eles podem ter até 123cm de comprimento em machos e 66cm em fêmeas. Machos têm chifres que são grossos nas terminações, maiores, e mais divergentes que os chifres das fêmeas. Estas características dos chifres sugerem que o elande-gigante evoluiu de um ancestral com chifres de exibição.

### Parasitas
Análises fecais do elande-gigante-ocidental revelaram a presença da espécie nova chamada Eimeria derbani, do gênero Eimeria, que consiste de parasitas de filo Apicomplexa. A esporulação durou por dois dias sob uma temperatura de 23 °C (73,4 °F). As espécies se diferenciam da E. canna e E. triffittae, que parasita o elande-comum (T. oryx). O elande-gigante também é parasitado por Carmyerius spatiosus (uma espécie de trematoda), Taenia crocutae e T. hyaennae (duas espécies de tênia).

## Genética e evolução
O elande-gigante tem 31 cromossomos masculinos e 32 cromossomos femininos. Em um estudo filogenômico de antílopes de chifres espiralados em 2008, similaridades cromossômicas foram observadas entre o gado bovino tradicional (Bos taurus, boi e vaca) e oito espécies de antílopes de chifres espiralados, a saber: a inhala (Tragelaphus angasii), as duas espécies de cudo (T. strepsiceros e T. imberbis), o bongo (T. eurycerus), a imbabala (T. scriptus), a sitatunga (T. spekei), o elande-gigante (Taurotragus derbianus), e o elande-comum (T. oryx). Verificou-se os cromossomos envolvidos em fusões genéticas cêntricas nestas espécies usando um conjunto completo de pinturas cromossômicas do gado gerados por microdissecção a laser. O estudo confirmou a presença de translocação cromossômica conhecida como translocação Robertsoniana (1;29), um indicador evolutivo generalizado comum a todas as espécies do gênero Tragelaphus.
Um acasalamento acidental entre um elande-gigante macho e um cudo fêmea resultou em um filhote macho, mas foi azoospérmica. Uma análise mostrou que ele carecia completamente de  células germinativas, as quais produzem gametas. Ainda assim, o híbrido exalava um forte odor masculino e também exibia comportamento masculino. Um exame cromossômico mostrou que os cromossomos  1, 3, 5, 9, e 11 diferiram dos cariótipos parentais. Notáveis traços mistos herdados foram as orelhas pontudas como as do elande, mas um pouco mais largas como as do cudo. O rabo tinha metade do comprimento do rabo de um elande com um tufo de pelos no final, como no cudo.
Estudos genéticos anteriores de ungulados da savana africana revelaram a presença de um antigo refúgio do Pleistoceno no leste e na África do Sul, que inclui também o elande-gigante. Estima-se que o elande-comum e o elande-gigante divergiram há cerca de 1,6 milhões de anos.

## Habitat e distribuição

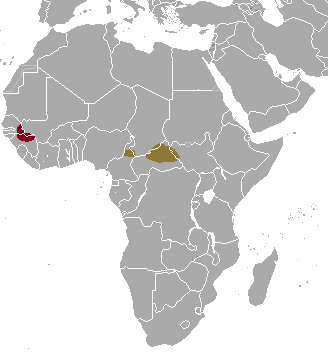
Distribuição:
Elande-gigante-ocidental
Elande-gigante-oriental

Elandes-gigantes vivem em savanas, bosques e clareiras da África central e oriental, o que corresponde às duas subespécies. Eles também vivem em florestas, bem como nos limites dos desertos. Os elandes-gigantes também conseguem viver em desertos, pois produzem esterco muito seco. Eles são encontrados ao sul do Sudão e da República Centro-Africana, ao norte de Camarões e ao sul de Chade.
Eles habitam locais próximos a paisagens montanhosas ou rochosas e com fontes de água nas proximidades. O cientista Jonathan Kingdon pensava que os elandes-gigantes viviam apenas em bosques de Isoberlinia doka, uma árvore africana de madeira de lei. O elande-gigante é adaptado para estes bosques transitórios de Isoberlinia.  Estudos recentes provaram que eles também habitam bosques com árvores dos gêneros Terminalia, Combretum e Afzelia.
No passado, elandes-gigantes eram encontrados por todo o relativamente estreito cinturão de bosques de savana que se estendem pela África Oriental e Central, do Senegal ao Nilo. Atualmente, eles são mantidos em reservas e parques nacionais, e ocorrem principalmente no Senegal. O elande-gigante-ocidental está amplamente restrito ao Niokolo Koba National Park, no Senegal. O elande-gigante-oriental é encontrado em várias reservas, por exemplo em Bénoué National Park, Faro National Park e Bouba Njida National Park em Camarões e no Parque Nacional de Manovo-Gounda St. Floris na República Centro-Africana. Eles também são mantidos em cativeiros.

## Ecologia e comportamento
Essencialmente noctívagos, os elandes-gigantes habitam extensas áreas e têm padrões de migração sazonais. Eles formam grupos separados de machos e de fêmeas e jovens. Os machos adultos permanecem sozinhos a maior parte do tempo, e é frequente que fiquem com as fêmeas por uma hora por semana. Uma espécie gregária, os rebanhos de elande-gigante consistem geralmente de 15 a 25 animais (às vezes até mais) e não dispersa durante a estação chuvosa, o que sugere que fatores sociais ao invés de ecológicos são responsáveis pelo agrupamento. Durante o dia, os rebanhos frequentemente descansam em áreas protegidas. Como fazem muitos outros animais, os elandes-gigantes raspam locais com ajuda dos chifres para afrouxar o solo e lamber os minerais.
Eles são naturalmente alertas e desconfiados, o que os torna difíceis de se aproximar e observar ou caçar. Se um macho pressente perigo, ele soltará bramidos profundos enquanto deixa o rebanho, repetindo o processo até que o rebanho inteiro esteja ciente do perigo. Elandes-gigantes podem se mover rapidamente, correndo até 70km/h, e, apesar de seu tamanho, são puladores excepcionais, facilmente alcançando alturas de 1,5m. Seus principais predadores são o leão, a hiena-malhada e talvez leopardos. Devido ao seu tamanho, eles são uma boa refeição para os predadores.

## Dieta

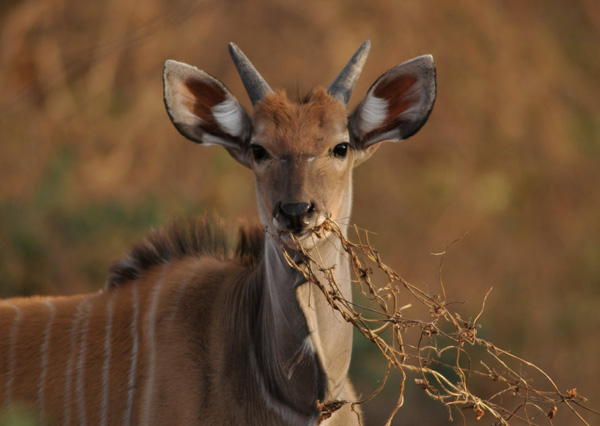
O elande-gigante é um herbívoro

Principalmente herbívoro, o elande-gigante come capim e folhagens, bem como outras partes de uma planta. Na estação das chuvas, eles pastam em rebanhos e se alimentam de grama. Eles conseguem comer grama e ervas daninhas secas e duras se nada mais está disponível. Eles também comem frutas, como ameixas. Um estudo na África do Sul mostrou que a dieta de um elande consiste de 75% de arbustos e 25% de gramíneas, em proporções altamente variáveis. Eles frequentemente usam seus longos chifres para quebrar galhos.
Eles precisam de ingestão regular de água em sua dieta. É esta a razão para sua preferência por lugares com uma fonte de água próxima. No entanto, eles possuem algumas adaptações que os ajudam a sobreviver, mesmo na falta de água, mantendo
quantidade suficiente em seu corpo. Eles produzem esterco muito seco em relação ao gado doméstico. Em desertos, eles podem obter a água necessária através da umidade de  plantas suculentas. Outra maneira que eles usam para conservar agua é descansando durante o dia e se alimentando de noite, assim eles minimizam a quantidade de água necessária para se resfriarem.
Vários estudos têm investigado a dieta do elande. Um estudo sobre elandes-gigantes na Reserva Natural Bandia no Senegal revelaram que as plantas preferidas e mais importantes em sua dieta são espécies de Acácia, espécies de Terminalia, Azadirachta indica, espécies de Combretum, Danielia olliveri, Lonchocarpus laxiflorus, Maytenus senegalensis, Prosopis africana, Pterocarpus erinaceus, Saba senegalensis e vagens de Piliostigma thonningii. Outro estudo no Sudão mostrou que os elandes-gigantes ocidentais preferem Cassia tora dentre todas, e esta planta é o legume mais abundante lá.
Em 2010, uma análise histológica das fezes de elandes-gigantes ocidentais sul-africanos foi realizada no Niokolo Koba National Park e na Reserva Nacional Bandia. Em ambos os estudos foram encontrados frutos, plantas lenhosas e folhas como os três maiores componentes. Os outros componentes que apareceram em proporções menores foram plantas com flores e grama, geralmente abaixo de cinco por cento da média do volume fecal. Eles foram vistos comendo mais folhagem de Boscia angusifolia, Grewia bicolor, Hymenocardia acida, e Ziziphus mauritiana, e os frutos da Acacia e da Strychnos spinosa. Na Reserva Bandia, diferenças na dieta foram marcadas entre classes etárias. As conclusões foram que na estação da seca o elande era um puro pastador, consumindo gramíneas em pequenas quantidades.

## Reprodução

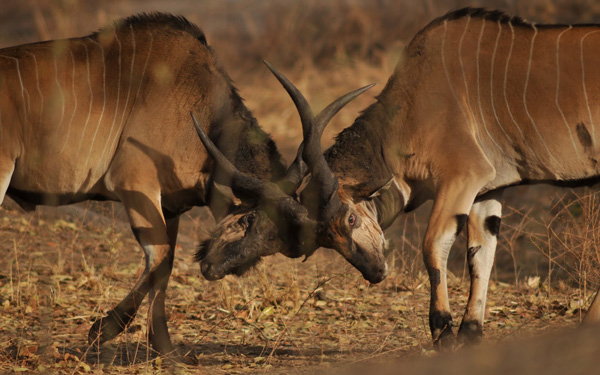
Dois machos lutando por dominância

O acasalamento ocorre durante o ano todo, atingindo o ponto máximo na estação das chuvas. As fêmeas atingem a maturidade sexual por volta dos dois anos, e os machos aos quatro ou cinco anos de idade. Uma fêmea pode permanecer no cio por três dias, e o ciclo estral dura de 21 a 26 dias. Como ocorre com todos os antílopes, o acasalamento ocorre em períodos de abundância de alimentos. Há, em algumas áreas distintas, épocas de acasalamento. Na África meridional, fêmeas foram vistas dando à luz de agosto a outubro, e são unidas aos machos do final de outubro a janeiro. No Zâmbia, os bezerros nascem em julho e agosto.
Ocorrem lutas por dominância, nas quais os machos travam os chifres e tentam torcer o pescoço de seus oponentes. Durante o cio, os machos esfregam suas testas em urina fresca ou lama. Eles também usam os chifres para soltar a terra e jogá-la em si mesmos. Os chifres dos machos mais velhos ficam desgastados pois eles os friccionam em galhos de árvores. Expressões de raiva não são tipicamente observadas. Os machos dominantes podem acasalar-se com várias fêmeas. O cortejo é breve, e consiste de penetração e um impulso ejaculatório.
Após o cortejo, começa o período gestacional, que tem duração de nove meses. O parto geralmente ocorre durante a noite, após o qual a mãe ingere a placenta. Geralmente um único bezerro é parido, e mantém-se com sua mãe por seis meses. A lactação pode durar de quatro a cinco meses. Depois dos primeiros seis meses, o jovem elande pode juntar-se ao grupo de outros jovens.
Um estudo senegalês focado no comportamento de aleitamento dos bezerros do elande-gigante e do elande-comum de cerca de um a cinco meses de idade determinou que a amamentação aumenta com a idade dos bezerros. Nenhuma outra mudança ocorreu na criação dos bezerros de elande-comum, mas nos bezerros de elande-gigante, percebeu-se que os machos mamam mais que as fêmeas e períodos de amamentação mais curtos foram notados nas mães primíparas do que nas multíparas. Os resultados sugerem que os elandes de Derby que vivem em seu habitat natural ajustam seu comportamento materno de modo a serem capazes de manter mais facilmente um olhar vigilante contra predadores e outros riscos semelhantes. Em contraste, as crias dos elandes comuns se comportam como em condições de cativeiro, sem predadores.

## Populações
O elande-gigante-oriental variava desde a Nigéria, através de Camarões, Chade, República Centro-Africana e a República Democrática do Congo (antigo Zaire) ao Sudão e Uganda em 1980. Mas o surto de peste bovina (1983–1984) causou uma diminuição devastadora de 60 a 80% nas populações. O elande-gigante-oriental ainda é encontrado em áreas extensas e é listado como 'Pouco Preocupante' pela IUCN. Ele tem muitos habitats inabitados, os quais não têm expectativa de serem ocupados por assentamentos humanos, particularmente no norte e no leste da República Centro-Africana e no sudoeste do Sudão, onde sua população tem aumentado notavelmente. De acordo com Rod East, havia 15.000 elandes-gigantes orientais em 1999, dos quais 12.500 estavam na República Centro-Africana. As áreas restantes são frequentemente perturbadas por guerras e conflitos — atividades que podem levar a um rápido declínio no número desta dubespécie se não for controlado.
O elande-gigante-ocidental está em uma situação mais perigosa, sendo listado como 'Em Perigo Crítico' pela IUCN. Atualmente eles são encontrados majoritariamente no Senegal. Em 1990, a população estava por volta de 1000 indivíduos, dos quais de 700 a 800 foram encontrados no Parque Nacional Niokolo Koba e o restante na região em volta do Rio Falémé. Em 2008, encontrou-se uma população de menos de 200 indivíduos, e apenas uns poucos elandes existem nos países vizinhos.
Um estudo sobre estratégia de conservação a longo prazo do elande-gigante-ocidental foi feito nas reservas Bandia e Fathala, usando dados demográficos e de linhagem baseados no monitoramento contínuo de reprodução durante 2000 a 2009. Em 2009, a população em semi-cativeiro era de 54 indivíduos (26 machos, 28 fêmeas). A probabilidade de reprodução feminina era de 84%, e o crescimento populacional anual era de 1,36. Com mais população, os elandes foram divididos em cinco grupos para observação. Embora o nível médio de cruzamento tornara-se 0,119, uma potencial diversidade genética (DG) de 92% foi preservada. Os autores concluíram que com a introdução de novos fundadores, a DG poderia ser grandemente aperfeiçoada nos próximos 100 anos, e sugeriram que, com uma gestão adequada da população semi-cativa, os números do elande-gigante-ocidental poderiam aumentar.

## Ameaças e conservação

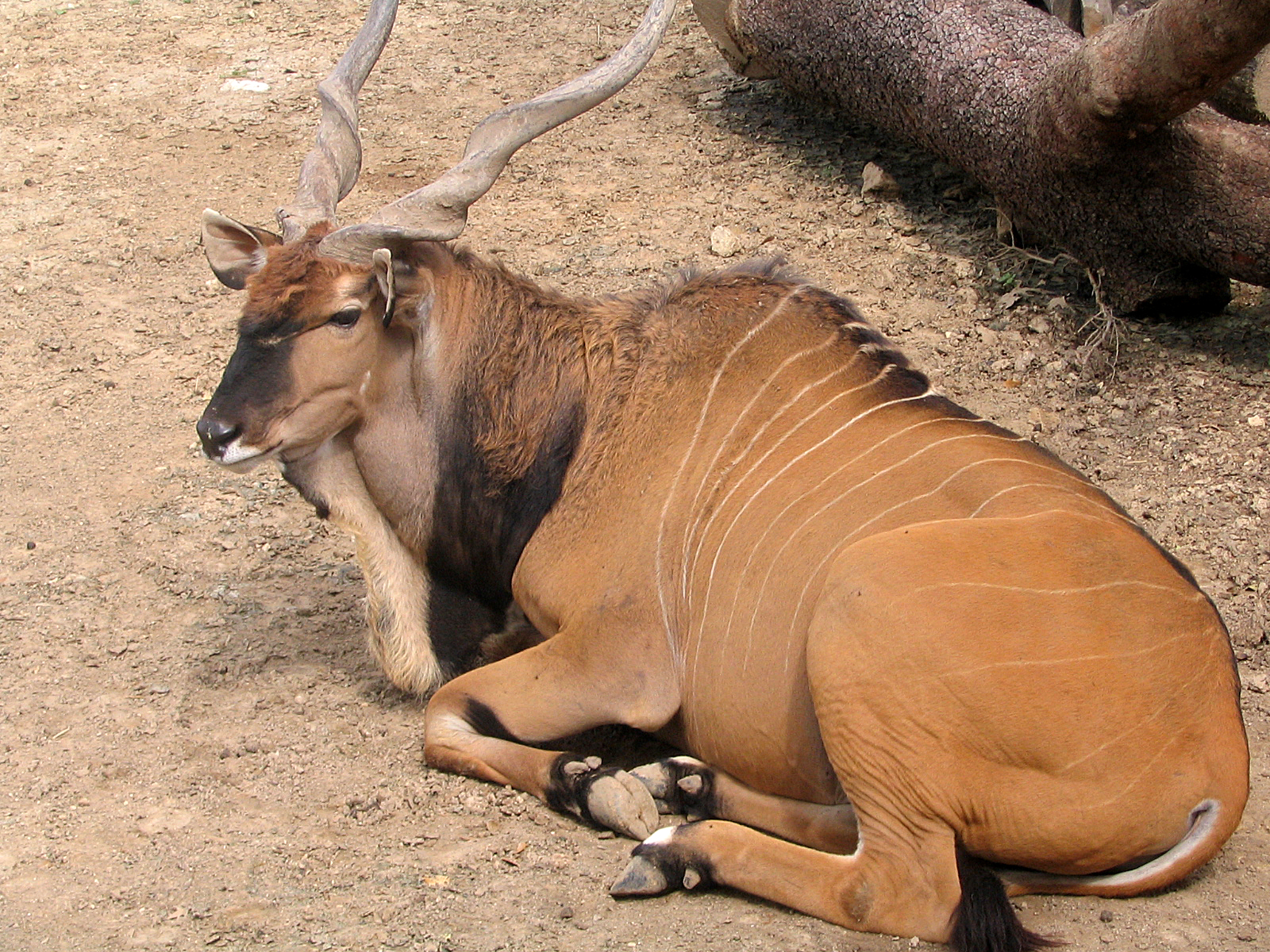
No zoológico de Houston

As maiores ameaças à população do elande-gigante-ocidental são a caça excessiva por causa da carne rica e a destruição de habitat causada pela expansão da população humana e da pecuária. O elande-gigante-oriental também está se exaurindo por razões similares, e causas naturais como as secas contínuas e a competição com animais domésticos estão contribuindo para sua redução. As populações do elande-gigante-oriental já havia diminuído devido aos ataques da peste bovina. A situação era pior durante a Segunda Guerra Mundial e outras guerras civis e conflitos políticos que danificaram seus habitats naturais.
O elande-gigante já está extinto em Gâmbia, Gana, Costa do Marfim e Togo. O elande-gigante-ocidental já foi relatado no Togo, mas acredita-se ter sido confundido com o bongo (Tragalephaus eurycerus). Em 1970, foi relatada sua eliminação em Uganda, durante operações militares. Sua presença é incerta na Guiné-Bissau e na Nigéria.
Atualmente, o elande-gigante-ocidental é conservado no Parque Nacional Niokolo Koba e na Faheme Hunting Zone, no Senegal. Estudos de campo provaram que o Parque Nacional Niokolo Koba é ecologicamente adequado para o elande-gigante. Como foi observado no censo feito em 2000 no Parque, o número de mortes em uma década foi apenas de 90 a 150. O elande-gigante-oriental é conservado no Parque Nacional Faro, Parque Nacional Benoue, Parque Nacional Bouba Njida, Parque Nacional Bamingui-Bangoran e Parque Nacional Manovo-Gounda-St Floris. Eles são alimentados em cativeiro na Reserva Bandia e na Reserva Fathala (ambos em Senegal).

## Usos
Elandes-gigantes dão grandes quantidades de carne macia e couro de alta qualidade, mesmo se alimentados com uma dieta de baixa qualidade. São animais de caça e são também caçados para troféus. Seu leite é comparativamente mais rico em proteínas e gordura que o da vaca leiteira, o que pode ser uma explicação para o rápido crescimento de seus bezerros. O leite do elande tem cerca do triplo de teor de gordura e o duas vezes mais proteína do leite da vaca leiteira. Sua docilidade e suas características rentáveis fizeram da espécie um alvo de domesticação na África e na Rússia e também resultou em caçadas.
Muitas pessoas preferem domesticar o elande a criar o gado doméstico devido a seus inúmeros benefícios. Elandes podem sobreviver na escassez de água, uma grande vantagem sobre o gado doméstico. Eles também podem comer gramínea grosseira, e podem até mesmo ingerir algumas plantas venenosas que são fatais para o gado. Eles também são imunes a certas doenças às quais o gado pode sucumbir.